# ブイヤベース

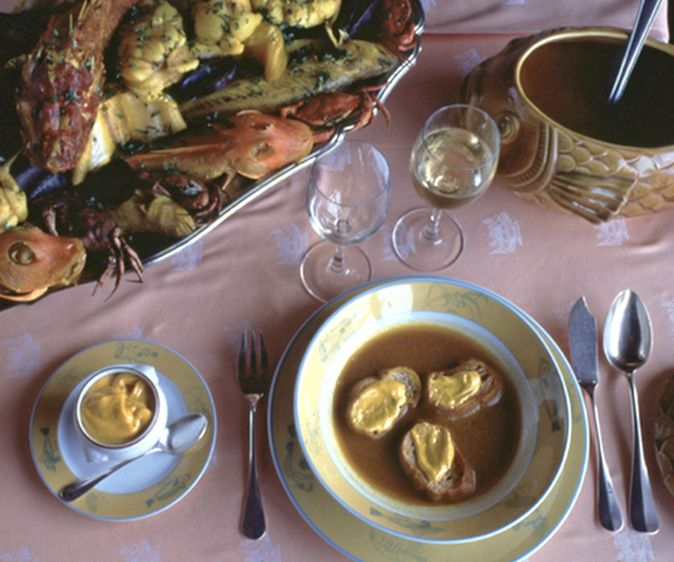
本格レストランのブイヤベース。スープと具は別皿で、アイオリソースと薄切りパンを添える

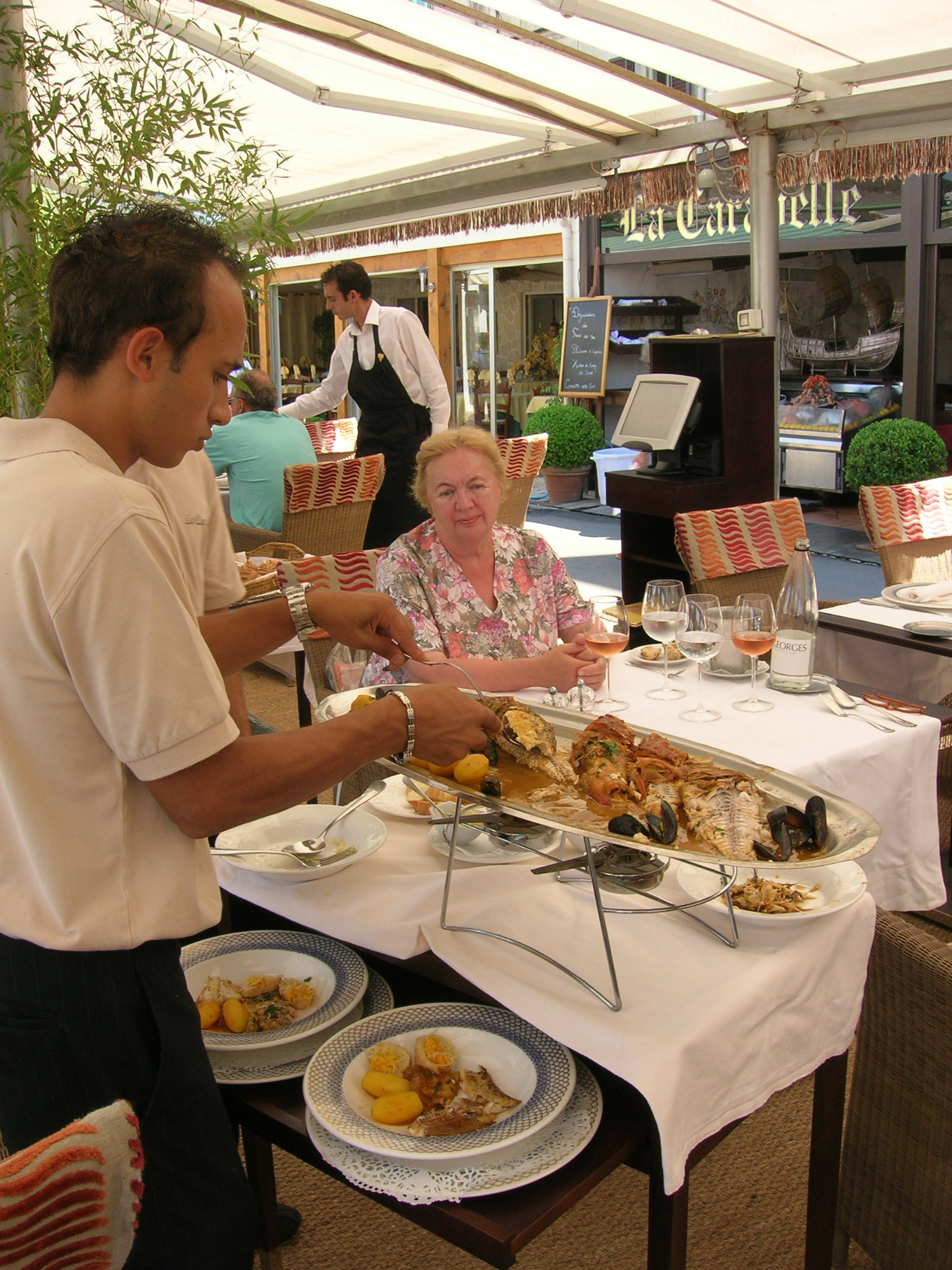
テーブルで魚を切り分ける

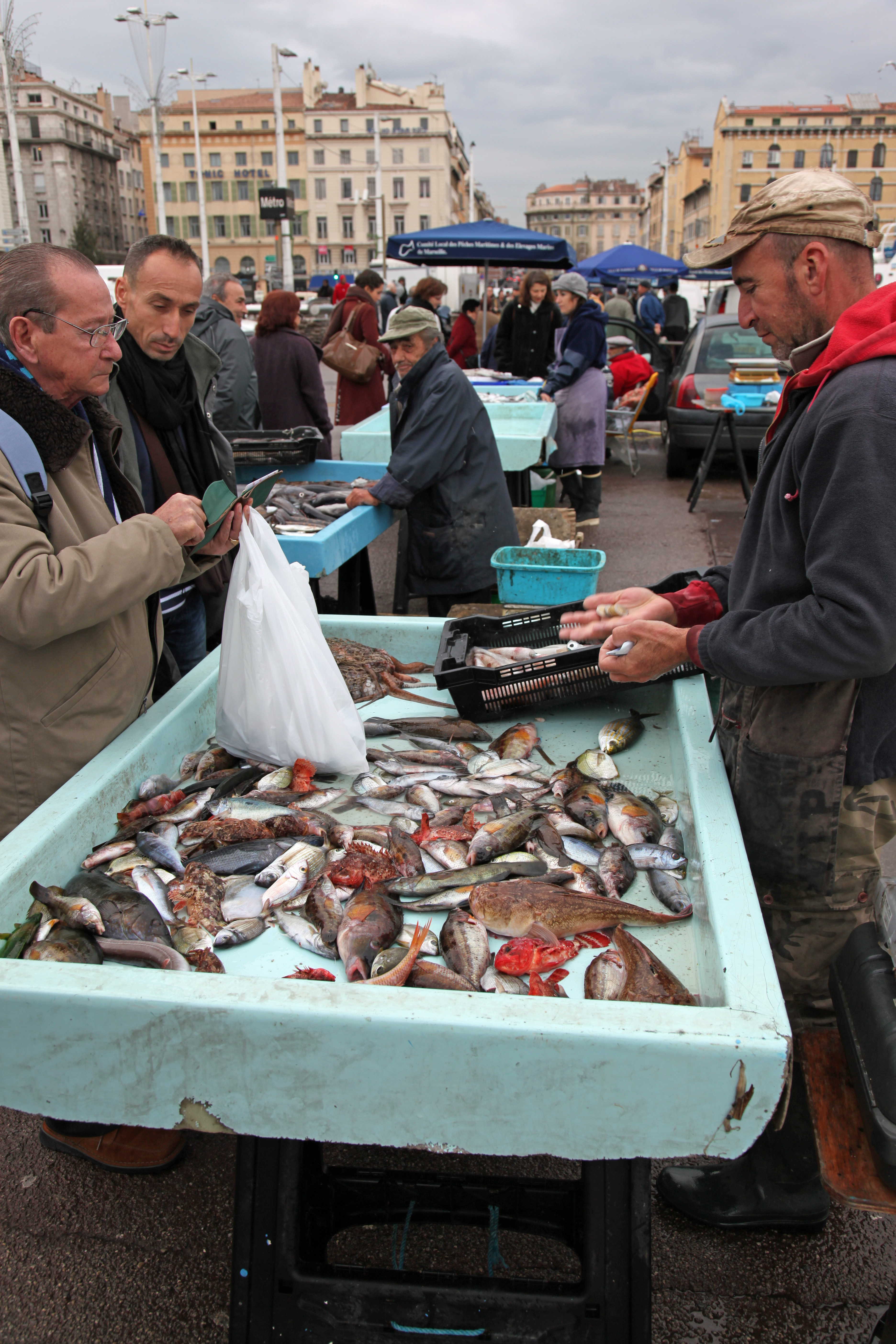
マルセイユ港の朝市

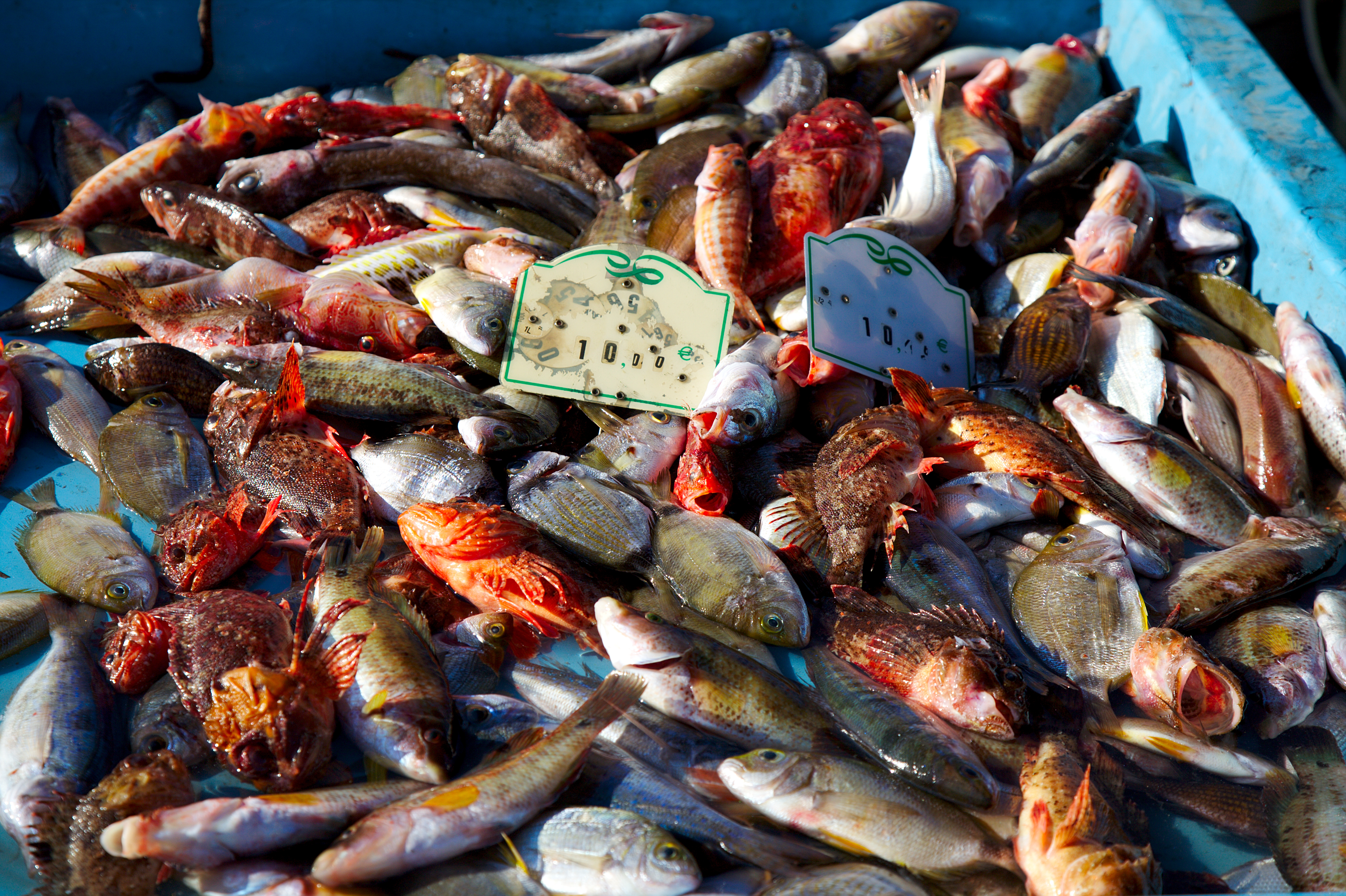
ベラ、カサゴ、メバル等、小型の磯魚が多い

ブイヤベース（仏: bouillabaisse）は、フランス料理の一つ。南フランス、プロヴァンス地方の地中海に面した港町、マルセイユの名物料理。
地元の磯でとれる魚介類を香味野菜で煮込む海鮮料理であり、代表的な地中海料理の一つである。

## 概要
原型は付近の漁師が、見た目が悪かったり、毒針があって危険などの理由で商品価値のない魚を自家消費するため、大鍋で塩と煮るだけの料理であった。17世紀に新大陸からトマトが伝来すると食材に取り入れられ、また19世紀にマルセイユが観光地化すると、多数のレストランが地元料理のブイヤベースを目玉料理にして技巧を凝らし、料理法も発展、洗練されて今日に至る。

## 調理法
1. 鍋にオリーブ油を引き、セロリ・タマネギ・フェンネルなど香味野菜を炒める。
2. 数種の白身の魚やエビ・貝などを入れる。
3. トマトやジャガイモなどの野菜、にんにく、塩少々、白ワイン等の調味料を入れ煮込む。
4. サフラン、フェンネル、ローズマリー、ディル、パセリなど、ハーブ類で風味をつけ煮こむ[3]。仕上がると海鮮風味の濃厚なスープができあがる。

好みによりルイユ（rouille）やアイオリソース、クルトンを添える。
下記のブイヤベース憲章では「いったん魚を鍋から出し、スープと別の大皿に盛って客のテーブルに運ぶ。スープを先に供して風味を楽しませ、魚は客の目の前で切り分ける」という。サフランには薬用クロッカスの別名もあり、風邪などにも効果があることから、薬膳鍋といった趣もある。世界三大スープの一つとしてあげられることもある。

## ブイヤベース憲章
マルセイユには「ブイヤベース憲章」がある。同憲章によると、本格派のブイヤベースには、以下のうち4種類が入っていなくてはならない。
- Rascasse カサゴ カサゴ類はブイヤベースの主要材料で、密接な関係にある。
- Rascasse blanche 白カサゴ（ミシマオコゼ）
- Chapon 赤カサゴ（フサカサゴ）
- Araignée de mer 足長ガニ（クモエビ）
- Galinette ホウボウ
- Saint Pierre マトウダイ
- Baudroie アンコウ
- fîelas 西洋アナゴ

またオプションで
- Langouste イセエビ
- Cigale de Mer セミエビ　を使うことができる。

その他の野菜や香料
- タマネギ・ジャガイモ・トマト・胡椒・サフラン・ガーリック・パセリ・フェンネル・塩・オリーブ油。
- 鯛、ヒラメ、オマール海老、ムール貝類、タコ、イカ、は入れない。
- スープは小魚でとる（この小魚の種類も決められている）

しかし一方では各レストランや各家庭にそれぞれのレシピがあり、それぞれが「正統的」レシピを主張して、延々と議論が継続している。

## カッチュッコ

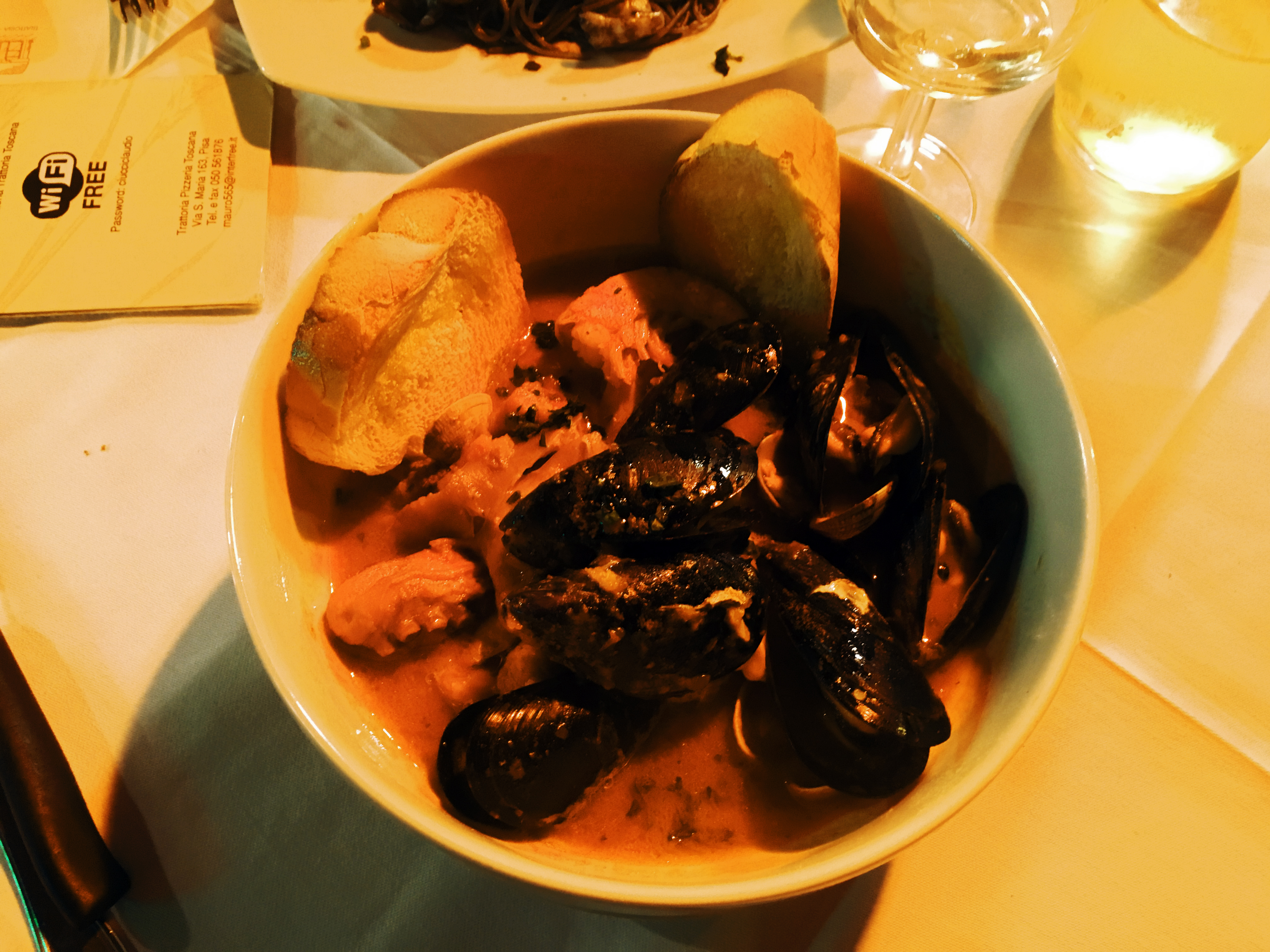
カッチュッコ

カッチュッコ（伊: Cacciucco）は、イタリア、トスカーナ州・リヴォルノの、魚介類をトマトソースで煮込みパンを添えた、ブイヤベースに似た料理である。料理名に「c」が五つ入ることから、5種類以上の魚介類を入れるものとされている。